# A 2.50 la Cuba libre
A 2.50 la Cuba libre es la primera obra de teatro hiperrealista de Venezuela escrita, producida y dirigida por el escritor venezolano Ibrahim Guerra. Fue estrenada el 23 de noviembre de 1982, en la sala Rajatabla del Ateneo de Caracas. En 2009 fue presentada nuevamente bajo la producción de Lazo Producciones y la dirección de Luis Fernández basada en el guion original. La obra fue presentada en diferentes teatros de Venezuela hasta 2012, con actrices como Mimí Lazo, Nohely Arteaga, Beatriz Valdés, Lourdes Valera, Haydée Balza, Rosalinda Serfaty, Daniela Alvarado, Beatriz Vásquez, Mirtha Pérez, Chelo Rodríguez, Hilda Abrahamz, Amanda Gutiérrez, Mayra Alejandra, Carmen Julia Álvarez, Nacarid Escalona, entre otras.

## Espacio escénico
La obra se desarrolla en un bar. A diferencia de una obra de teatro con una sala habitual donde el público y los actores están en espacios diferentes, el escenario es todo el local donde existen mesas para los comensales, en este caso, el público, las actrices desarrollan todo el drama entre el público consumidor. En las mesas están 1 botella de ron y refresco de Coca Cola, hielera y servilletas, el alcohol mezclado con el refresco hace la bebida conocida como Cubalibre y será consumida por el público en el transcurso de la obra. Toda la sala de teatro está ambientada de forma que sea un bar de Caracas también llamado «botiquín». Las actrices van recibiendo al espectador y los ubica en las diferentes mesas, para este momento ya la rockola está funcionado. 

## Personajes
Doris Josefina, alias La Caimana: Nació en la ciudad de Cali en Colombia y tiene 39 años. Estuvo en diferentes hogares donde fue maltratada, cuando cumplió 15 años se muda a Maracaibo abandonando su último hogar. Comienza a trabajar en un bar como bailarina y luego se muda a Caracas donde trabaja como fichera de diferentes night club. Con los ahorros que pudo obtener compra un bar llamado «El Acuario».
Carmen Alicia, alias, Blanca Rosa: Tiene 42 años, es una mujer violenta y deprimida a causa de la muerte de su hijo por inanición y las decepciones que ha sufrido no tener éxito en su vida amorosa. Solo ha podido encontrar consuelo en el alcohol y la cantante de boleros Blanca Rosa Gil. 
Eneida, alias La Sabrosa: Es una maracucha de 26 años que reside en Caracas. Vivió siempre en un barrio muy pobre acompañada de sus hermanos y su madre. Siempre tuvo la intención de contraer matrimonio y después de un fracaso y su larga búsqueda logra compartir su vida con un funcionario policial que le permite trabajar como fichera en el bar El Acuario.
Yajaira, alias La Enrollada: Nació en Barinas y tiene 25 años. Su familia es muy humilde y ella queda embarazada muy joven. Dejó sus estudios y decide abortar trayendo como consecuencia que quedara estéril por el método utilizado. Consiguió un trabajo como mesera en un bar local pero, para no avergonzar a su familia por el trabajo se muda a la Caracas. Comenzó a trabajar en El Acuario y a los seis meses la dueña (La Caimana), le advierte que de no mejorar será echada a la calle.
Lourdes Coromoto, alias La Güevona: Fue criada por una familia que la encontró abandonada siendo una bebé. Tiene 24 años y trabajó recolectando basura de los mercados de Caracas. Con 12 años fue violada por su padre adoptivo. Comienza a trabajar en algunos prostíbulos de La Guaira con apenas 17 años pero decidió entrar en El Acuario. Quedó embarazada y el padre del niño la abandonó.

## Reparto Original de Caracas 1982
- La Caimana: Nacki Guttman.
- Blanca Rosa: Teresa Selma y Eva Moreno.
- La Sabrosa: Carlota Sosa.
- La Enrollada: Virginia Urdaneta.
- La Güevona: María Elena Dávila.